# Cisla
Cisla es un municipio y localidad española de la provincia de Ávila, en la comunidad autónoma de Castilla y León. El término municipal tiene una población de 102 habitantes (INE 2024).

## Geografía
La localidad está situada a una altitud de 853 m sobre el nivel del mar.
| Noroeste: Mamblas         | Norte: Mamblas  | Noreste: Cabezas del Pozo           |
| Oeste: Flores de Ávila    |                 | Este: Bernuy-Zapardiel y Cantiveros |
| Suroeste: Flores de Ávila | Sur: Muñosancho | Sureste: Fontiveros                 |

## Historia
Hacia mediados del siglo XIX, la villa tenía contabilizada una población de 204 habitantes. Aparece descrita en el sexto volumen del Diccionario geográfico-estadístico-histórico de España y sus posesiones de Ultramar de Pascual Madoz de la siguiente manera:

CISLA: v. con ayunt. de la prov. y dióc. de Avila (8 leg), part. jud. de Arévalo (5), aud. terr. de Madrid (24), c. g. de Castilla la Vieja (Valladolid 15): sit. en terreno llano á la márg. der. del r. Zapardiel, le combaten todos los vientos, y su clima es propenso á fiebres intermitentes: tiene 45 casas bien distribuidas y con las comodidades necesarias al género de vida de sus vec., la de ayunt. que sirve de cárcel; una plaza de figura irregular, una hermosa panera propiedad del Excmo. Sr. Marqués de Cerralbo; escuela de instruccion primaria, comun á ambos sexos, á cargo de un maestro con la dotacion de 20 fan. de trigo y 100 rs.; y una igl. parr. (La Asuncion de Ntra. Sra.) servida por un párroco cuyo curato es de primer ascenso, y un beneficio simple servidero, que actualmente se halla vacante, y levanta las cargas el párroco, ambos son de presentacion de S. M. en los meses apostólicos, y del ob. en los ordinarios: el cementerio se halla en paraje que no ofende la salud pública. Confina el térm. N. Cabezas del Pozo y Bernui; E. Cantiveros y Fontiveros; S. Flores el Ajo y Cebolla, y O. Torralba: se estiende por N., E. y S. una leg. y 1/2 por O.; comprende el desp. de Torralba, cot. red. del poseedor del mayorazgo de Tejada, en donde se conserva una casa de labor con un torreon: y le atraviesa el r. ya mencionado Zapardiel, que aunque de corto caudal es de curso perenne, pasa tocando á la v. dando impulso á la rueda de un molino harinero. El terreno en lo general es llano, tenaz en parte y en parte flojo; (fertilidad general 6 por 1) abraza 3,000 fan. de tierra cultivada y 2,00 incultas; de las cultivadas 600 son de primera clase, destinadas á cebada y trigo, 1,400 de segunda, á trigo y algarrobas, y 1,000 de tercera á centeno; se siembra cada año la mitad y la otra mitad queda de descanso; hay ademas algunos pastos y un monte de encina alta, propio del Excmo Sr. Marqués de Cerralvo, bastante poblado y muy custodiado. caminos: los de pueblo á pueblo en mediano estado, y la calzada que de Arévalo dirige á Peñaranda de Bracamonte. El correo se recibe de la estafeta de Peñaranda. prod.: lo ya referido y algunas legumbres; mantiene ganado lanar y vacuno; cria caza de liebres y perdices; hay alguna pesca menor. ind.: agricultura. comercio: esportacion de los frutos sobrantes á los mercados de Peñaranda de Bracamonte y á la cab. del part. en cuyos puntos se surten los vec. de todo lo necesario. pobl.: 43 vec., 204 alm. cap. prod.: 1.360,000 rs. imp.: 54,400: ind. y fabril: 2,350. contr.: 8,337 rs. 11 mrs.
(Madoz, 1847, p. 419)

## Demografía
Cisla cuenta con una población de 102 habitantes (INE 2024).
| Gráfica de evolución demográfica de Cisla entre 1842 y 2021                                                           |
| |
| Población de derecho según los censos de población del INE. Población de hecho según los censos de población del INE. |

Según el INE, en 2022 contaba con 102 habitantes (47 eran mujeres y 55 eran hombres).

## Patrimonio

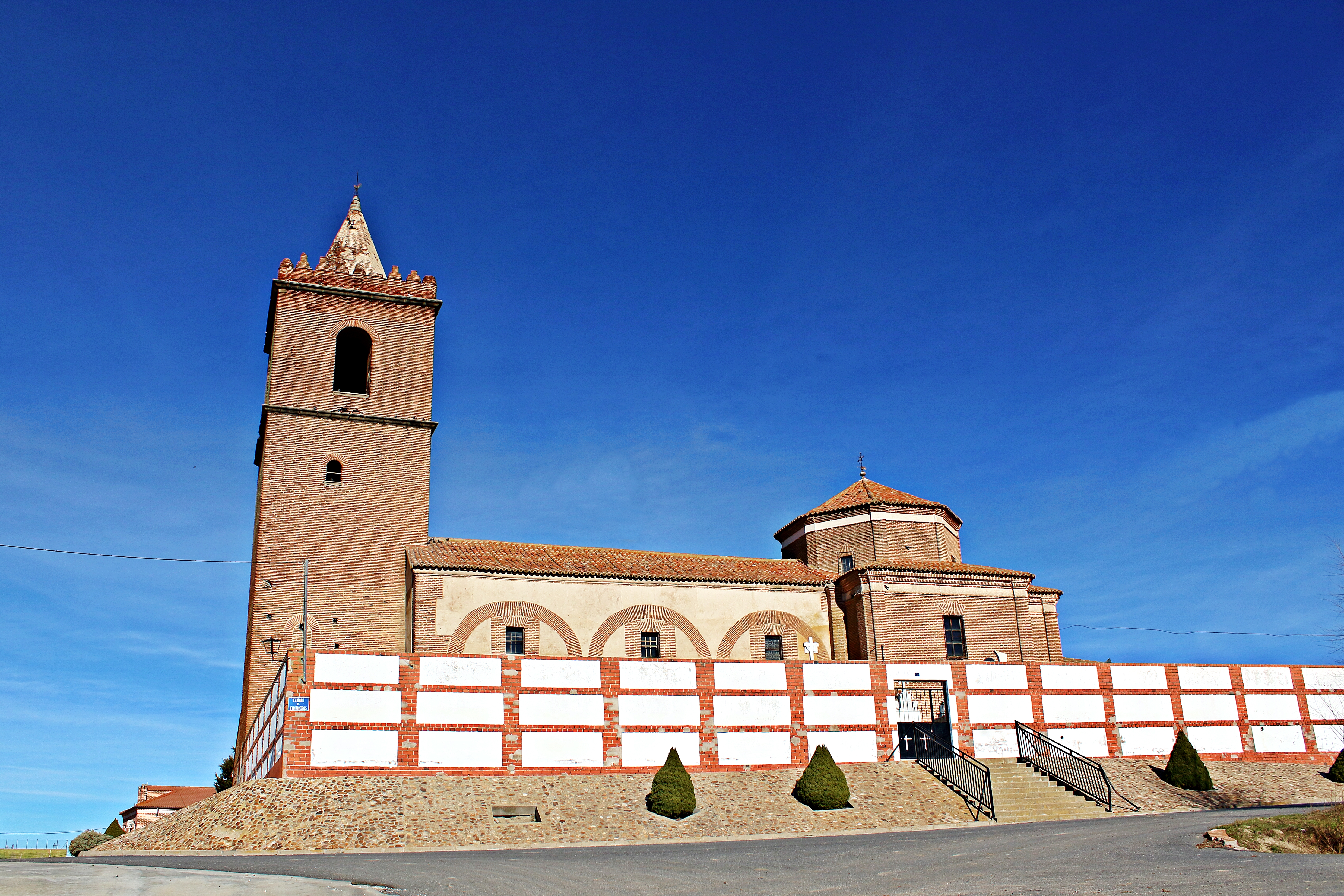
Iglesia de la Asunción de Nuestra Señora

En la localidad se encuentra una iglesia bajo la advocación de la Asunción de Nuestra Señora, además de los restos del castillo de Torralba.
Torre del castillo de Torralba
El castillo de Torralba se sitúa en una ligera elevación dominando toda la llanura de la margen izquierda del río Zapardiel. Se ignoran sus antecedentes y circunstancias de construcción. Actualmente recibe el nombre del lugar donde se enclava, una alquería de uso agrícola. Es posible que en origen, la  Torre Alba o Torre Blanca fuera el castillo y que por extensión, se convirtiera en topónimo del asentamiento a su alrededor.
En el Catastro de Ensenada (1751), figura ya como despoblado, sin mención especial a ningún tipo de fortificación: 

.....NO AY SINO DOS CASAS UN PAJAR Y UNA CAVALLERIZA....

Un siglo más tarde, en respuesta del Ayuntamiento al interrogatorio de la Comisión Provincial de Monumentos, en 1848 se describe: 

...SE HALLAN RESTOS DE UN CASTILLO EL QUE TIENE UNA BÓVEDA EN LA QUE ACOMODAN PAJA, Y ES PROPIEDAD DEL MARQUÉS DE SAN SATURNINO...

En cambio, por las mismas fechas, Madoz lo llama torreón.
Ahora, ya desvinculado, está regido por el Patronato Paz y González.
La parte conservada, de planta rectangular, tienen base de ladrillo y cal y canto, alternados, y muros de ladrillo. El mayor resto lo constituye un paredón en el que se distribuyen numerosos mechinales, sólo roto por una pequeña saetera y un vano alargado algo más ancho.
Al interior se observa la división de la estructura en cuatro alturas, sin indicios de la bóveda aludida, quedando huellas de una construcción a una vertiente que se le adosó con posterioridad. Alrededor, el terreno denota la existencia de un foso que lo circundaría, a partir de un muro exterior a la construcción descrita, cuya estructura de cal y canto aflora en algunas partes.